# Río Ogre
El río Ogre es un río de Letonia. Su curso tiene 188 kilómetros. Nace en Sivēniņš 56°58′45″N 26°06′26″E / 56.97917, 26.10722 y desemboca en el Daugava a la altura de la villa también llamada Ogre.56°48′39″N 24°36′06″E / 56.81083, 24.60167